# Wacław Schenk
Wacław Schenk (ur. 27 września 1913 w Gliwicach, zm. 29 października 1982 w Bytomiu) – polski ksiądz rzymskokatolicki, prałat, doktor habilitowany, profesor nadzwyczajny, znawca liturgiki.  

## Życiorys
Jego rodzicami byli Paweł Schenk i Paulina z domu Rather, był ich piątym dzieckiem. Ojciec pochodził spod Kluczborka i był Górnoślązakiem nastawionym propolsko (należał do Związku Polaków w Niemczech), pracował jako murarz pieców martenowskich, natomiast matka pochodziła z rodziny niemieckiej z Sulejowa w Dolinie Kłodzkiej, nie mówiła po polsku (zmarła w 1953 roku).    
Wacław urodził się w domu przy ul. Tarnogórskiej w Gliwicach, gdzie rodzina mieszkała po przeprowadzce z Zabrza-Mikulczyc. Chodził do szkoły podstawowej i 9-klasowego gimnazjum klasycznego w Gliwicach, gdzie zdał maturę w 1933 roku. Należał do ruchu kościelnego Quickborn w latach 1924–1933 oraz do organizacji Neudeutschland. W kwietniu 1933 roku rozpoczął studia filozoficzno-teologiczne na Uniwersytecie Wrocławskim, gdzie spędził 4 semestry, a kolejne dwa semestry studiował we Fryburgu Bryzgowijskim. Na studiach podróżował po Austrii, Francji, Szwajcarii i Włoszech. Przyjął święcenia kapłańskie 7 sierpnia 1938 we Wrocławiu z rąk kard. Adolfa Bertrama. Od 1938 do 1940 roku pracował jako wikariusz parafii św. Jadwigi w Brzezince. W 1940 roku Gestapo oskarżyło go o propolskość i aktywną pracę z młodzieżą przeciwko nazizmowi w związku z czym musiał odejść do Głogowa, gdzie zajmował się duszpastersko jeńcami wojennymi, był równocześnie asystentem w arcybiskupim konwikcie Georgianum w Głogowie oraz rejonowym duszpasterzem młodzieży w latach 1940–1941. 8 września 1941 roku został przeniesiony do Gliwic na skutek zagrożenia aresztowaniem i zapewne wysłaniem do obozu za swoje podejście do jeńców, do których przejawiał życzliwy stosunek. Pracował tamże z funkcją kuratusa jako kapelan Sióstr Szkolnych de Notre Dame oraz katecheta w ich żeńskim gimnazjum od 1941 do 1946 roku, z przerwą w 1944 roku, kiedy to ukrywał się przed Gestapo w pobliżu Magdeburga. Przejął także w tym czasie obowiązki asystenta gliwickiego oddziału Referatu Duszpasterstwa Młodzieżowego przy Kurii Arcybiskupiej we Wrocławiu.   
W listopadzie 1946 roku został administratorem parafii Niepokalanego Poczęcia Najświętszej Maryi Panny w Piotrówce, gdzie przebywał do 1949 roku. Następnie pracował w parafii św. Mikołaja w Krapkowicach od lutego 1949 roku do września 1950 roku; początkowo na stanowisku administratora, później proboszcza oraz przez krótki czas administrował także kuracją w Obrowcu. 15 września 1950 roku został mianowany wicerektorem Wyższego Seminarium Duchownego w Nysie, gdzie pracował do października 1952 roku. Został zwolniony z funkcji wicerektora pod naciskiem Urzędu ds. Wyznań w Opolu i wydelegowany na studia z historii Kościoła i liturgii w Polsce na Wydział Teologii Katolickiego Uniwersytetu Lubelskiego. Uczył się wówczas m.in. u ks. prof. Mariana Rechowicza. Uzyskał tamże stopień magistra-licencjata teologii na podstawie pracy pt. Rękopisy liturgiczne bibliotek wrocławskich zawierające materiały kultu św. Stanisława Biskupa (XIII–XV wiek). 24 czerwca 1955 roku uzyskał tytuł doktora na podstawie pracy pt. Kult św. Stanisława Szczepanowskiego na Śląsku w świetle średniowiecznych rękopisów liturgicznych (od XIII do XV wieku); praca ta, napisana pod kierunkiem ks. prof. Mariana Rechowicza, została wysoko oceniona.  27 grudnia 1955 roku otrzymał nominację na proboszcza parafii Narodzenia Najświętszej Maryi Panny w Dębiu, jednak władze państwowe nie wyraziły zgody na objęcie przez niego tej funkcji. Duchownego rozpracowywała Służba Bezpieczeństwa, zachowała się o nim m.in. notatka służbowa SB: Ksiądz wrogo ustosunkowany do ustroju PRL i przemian społecznych zachodzących w kraju. Na podstawie zachowanych dokumentów można przypuszczać, że nigdy nie nawiązał żadnej współpracy ze Służbą Bezpieczeństwa. 11 kwietnia 1956 roku został przeniesiony do Lublina, prowadził odtąd zajęcia dydaktyczne na Wydziale Teologii Katolickiego Uniwersytetu Lubelskiego do 1957 roku.  
3 kwietnia 1957 roku został mianowany proboszczem parafii Wniebowzięcia Najświętszej Maryi Panny w Bytomiu, w latach 1957–1965 podjął się zabezpieczenia i remontu generalnego bytomskiego kościoła parafialnego pomimo decyzji władz państwowych o jego zamknięciu i rozbiórce na skutek szkód górniczych. Starał się o budowę nowego kościoła św. Anny na dużym terenie jego parafii od 1957 roku. Pozostał proboszczem tej parafii do 1982 roku, w tym okresie m.in. uczył w szkole specjalnej. Od 1958 roku do końca życia przewodniczył Sekcji Liturgicznej przy Konferencji Episkopatu Polski ds. Nauki, a od 1966 roku do końca życia był także członkiem Komisji Episkopatu Polski do Spraw Liturgii i Duszpasterstwa Liturgicznego. 8 sierpnia 1963 roku otrzymał honorowy tytuł radcy duchowego od biskupa Franciszka Jopa. Pracował jako zastępca profesora na Katolickim Uniwersytecie Lubelskim w latach 1959–1960, został tamże adiunktem 1 października 1964 roku. Tego dnia rozpoczął pracę dydaktyczną z zakresu liturgii na Papieskim Wydziale Teologicznym w Krakowie, które pracował do końca życia. Przygotował w 1966 roku Kongres Teologów Polskich w Lublinie, który poświęcono liturgii chrztu. 10 listopada 1966 został mianowany wykładowcą Prymasowskiego Studium Życia Wewnętrznego w Warszawie. 3 maja 1970 roku otrzymał tytuł członka założyciela od Towarzystwa Przyjaciół KUL. Od roku akademickiego 1970/1971 do końca życia pracował jako profesor Papieskiego Fakultetu Teologicznego we Wrocławiu.  29 listopada 1972 roku otrzymał nominację na prałata-tajnego szambelana papieża Pawła VI. 10 kwietnia 1973 roku otrzymał tytuł doktora habilitowanego na podstawie rozprawy pt. Służba Boża (była to pierwsza w Polsce habilitacja z liturgiki). Po habilitacji został kierownikiem Katedry Liturgiki KUL, a 22 czerwca 1973 roku został kierownikiem Katedry Liturgiki Papieskiego Fakultetu Teologicznego we Wrocławiu. 6 grudnia 1973 roku otrzymał nominację na docenta w Katedrze Historii Liturgiki KUL, faktycznie docentem został w 1975 roku. 2 października 1976 roku został mianowany profesorem liturgiki Wyższego Seminarium w Nysie-Opolu. Od 1977 roku wykładał w Studium Teologiczno-Pastoralnym w Opolu. 27 stycznia 1981 roku otrzymał nominację na dziekana rejonu gliwickiego. Rada Państwa nadała mu tytuł profesora nadzwyczajnego w 1981 roku. 7 kwietnia 1980 roku ks. Wacław Schenk otrzymał zezwolenie na budowę kościoła św. Anny i domu katechetycznego przy ul. Chorzowskiej w Bytomiu (dzielnica Rozbark). Kamień węgielny został poświęcony przez papieża Jana Pawła II w październiku 1982 roku.
28 października 1982 roku jechał taksówką na plac budowy kościoła św. Anny w Bytomiu, uległ wypadkowi drogowemu, przewieziono go nieprzytomnego do Szpitala Urazowego w Piekarach Śląskich, a następnie do Szpitala Górniczego w Bytomiu. Nie odzyskał przytomności i zmarł dzień później. Został pochowany 2 listopada 1982 roku na cmentarzu parafialnym parafii Wniebowzięcia NMP przy ul. Powstańców Śląskich w Bytomiu. Podczas mszy pogrzebowej homilię wygłosił biskup Alfons Nossol. Księgozbiór oraz zabytkowe przedmioty, które należały do zmarłego zostały przejęte przez Kurię Biskupią w Opolu i przekazane do Muzeum Diecezjalnego.
Tablica ku jego pamięci została umieszczona w kościele Wniebowzięcia NMP w Bytomiu. Jego imieniem nazwano ulicę w Bytomiu, w pobliżu kościoła św. Anny.

## Dorobek naukowy
Napisał ponad 100 pozycji drukowanych, interesował się głównie: historią liturgii w Polsce, inwentaryzacją rękopisów liturgicznych oraz duszpasterstwem liturgicznym. 
Publikował m.in. w czasopismach: „Archiv für Liturgiewissenschaft”, „Katoliku”, „Wiadomościach Urzędowych Diecezji Opolskiej”, „Zeszytach Naukowych KUL”, „Życiu Bytomskim”. Przygotował 37 haseł do Encyklopedii Katolickiej KUL związanych z liturgiką. Pod jego kierunkiem obroniono 11 prac doktorskich na KUL oraz 4 prace doktorskie na Papieskim Wydziale Teologicznym w Krakowie, pod jego kierunkiem doktoryzowali się m.in. ks. Damian Zimoń w 1977 roku i ks. Stanisław Dziwisz w 1981 roku. Stał się twórcą „lubelskiej szkoły liturgiki“. 

### Publikacje książkowe
- Kult liturgiczny św. Stanisława Biskupa na Śląsku w świetle średniowiecznych rękopisów liturgicznych, KUL, 1959[32] (rozprawa doktorska)[33]
- Udział lubu w ofierze Mszy świętej. Zarys historyczny, KUL, 1960[32]
- Liturgia sakramentów świętych. Cz. 1, Initiatio christiana Chrzest, Bierzmowanie, Eucharystia, Lublin 1962[27]
- Liturgia sakramentów świętych. Cz. 2, Paenitentia christiana pokuta i chorych namaszczenie, Consecratio mundi kapłaństwo i małżeństwo, KUL, 1964[27]
- Dzieje nauk liturgicznych w Polsce, Lublin 1974-1977 (autor części na podstawie swojej rozprawy habilitacyjnej)[34]